# Jackson Carman
Jackson Carman (geboren am 22. Januar 2000 in Fairfield, Ohio) ist ein US-amerikanischer American-Football-Spieler auf der Position des Guard und Offensive Tackles, der zurzeit bei den Miami Dolphins unter Vertrag steht  Er spielte College Football für die Clemson University und wurde im NFL Draft 2021 in der zweiten Runde von den Cincinnati Bengals ausgewählt.

## College
Carman besuchte die Highschool in Fairfield, Ohio, rund 40 Kilometer nördlich von Cincinnati, und spielte erfolgreich im dortigen Highschoolfootballteam.
Ab 2018 ging Carman auf die Clemson University, um College Football für die Clemson Tigers zu spielen. In der Saison 2018 kam er als Ergänzungsspieler in 13 Spielen zum Einsatz und gewann mit Clemson die nationale Meisterschaft, das College Football Playoff National Championship Game, in dem er bei vier Spielzügen auf dem Feld stand. Anschließend war Carman zwei Jahre lang Stammspieler auf der Position des Left Tackles bei den Tigers. In der Saison 2020 wurde er von Associated Press in das All-Star-Team der Atlantic Coast Conference (ACC) gewählt. Nach drei Saisons für die Tigers gab Carman seine Anmeldung für den NFL Draft bekannt.

## NFL
Carman wurde im NFL Draft 2021 in der zweiten Runde an 46. Stelle von den Cincinnati Bengals ausgewählt. Bei den Bengals wechselte Carman auf die Position des Guards. Er ging mit Übergewicht in die Saisonvorbereitung und war zunächst vom Spielniveau in der NFL überfordert, kam aber letztlich am dritten Spieltag erstmals von Beginn an zum Einsatz. Dabei konnte Carman allerdings nicht überzeugen, weshalb er seine Rolle als Stammspieler nach wenigen Spielen an Hakeem Adeniji verlor. Anschließend kam er zu mehreren Einsätzen als Ersatzspieler und zog mit den Bengals in die Play-offs ein. Nachdem Adeniji beim Sieg in der Divisional Round gegen die Tennessee Titans eine schwache Leistung gezeigt hatte, teilte Carman sich im AFC Championship Game gegen die Kansas City Chiefs die Einsatzzeit als Right Guard. Dabei gelang ihm ein wichtiger Block, der einen Touchdown für 41 Yards Raumgewinn von Samaje Perine ermöglichte, durch den Cincinnati auf 10:21 verkürzte. Mit den Bengals erreichte er den Super Bowl LVI, den sie mit 20:23 verloren und in dem wiederum Adeniji spielte.
In der Saison 2022 erhielt der in der vierten Runde des Draft ausgewählte Rookie Cordell Volson den Vorzug gegenüber Carman auf der Position des Left Guards. Carman kam daher erst am achtzehnten Spieltag bei vier Snaps zu seinem ersten Einsatz in der Offense. Im Play-off-Spiel gegen die Baltimore Ravens wurde er für den verletzten Jonah Williams als Left Tackle eingewechselt. Er kam 2023 nicht über eine Rolle als Backup hinaus. Im August 2024 wurde Carman im Rahmen der Kaderverkleinerung auf 53 Spieler entlassen, wurde jedoch am 20. September 2024 über die Waiverliste von den Miami Dolphins für ihren Practice Squad verpflichtet. Carman kam in acht Spielen für Miami zum Einsatz, davon einmal als Starter auf der Position des Right Tackles. Im März 2025 verlängerte er seinen Vertrag in Miami.